# Landesarchiv Nordrhein-Westfalen
Das Landesarchiv Nordrhein-Westfalen (LAV NRW) entstand am 1. Januar 2004 durch Errichtungserlass vom 14. November 2003 und gliederte sich zunächst in sieben Abteilungen, in denen die ehemaligen Staatsarchive als ganze Abteilungen oder Teile von Abteilungen aufgegangen sind. 2008 wurde das Landesarchiv Nordrhein-Westfalen neu gegliedert.
Via NRW-Archivportal kann man seit Oktober 2020 digitalisierte Dokumente online abrufen. Das Portal startete mit 180.000 Dokumenten aus 480 NRW-Archiven.

## Leitung
| 2004–2013 | Wilfried Reininghaus |
| seit 2013 | Frank M. Bischoff    |

## Gliederung und Standorte

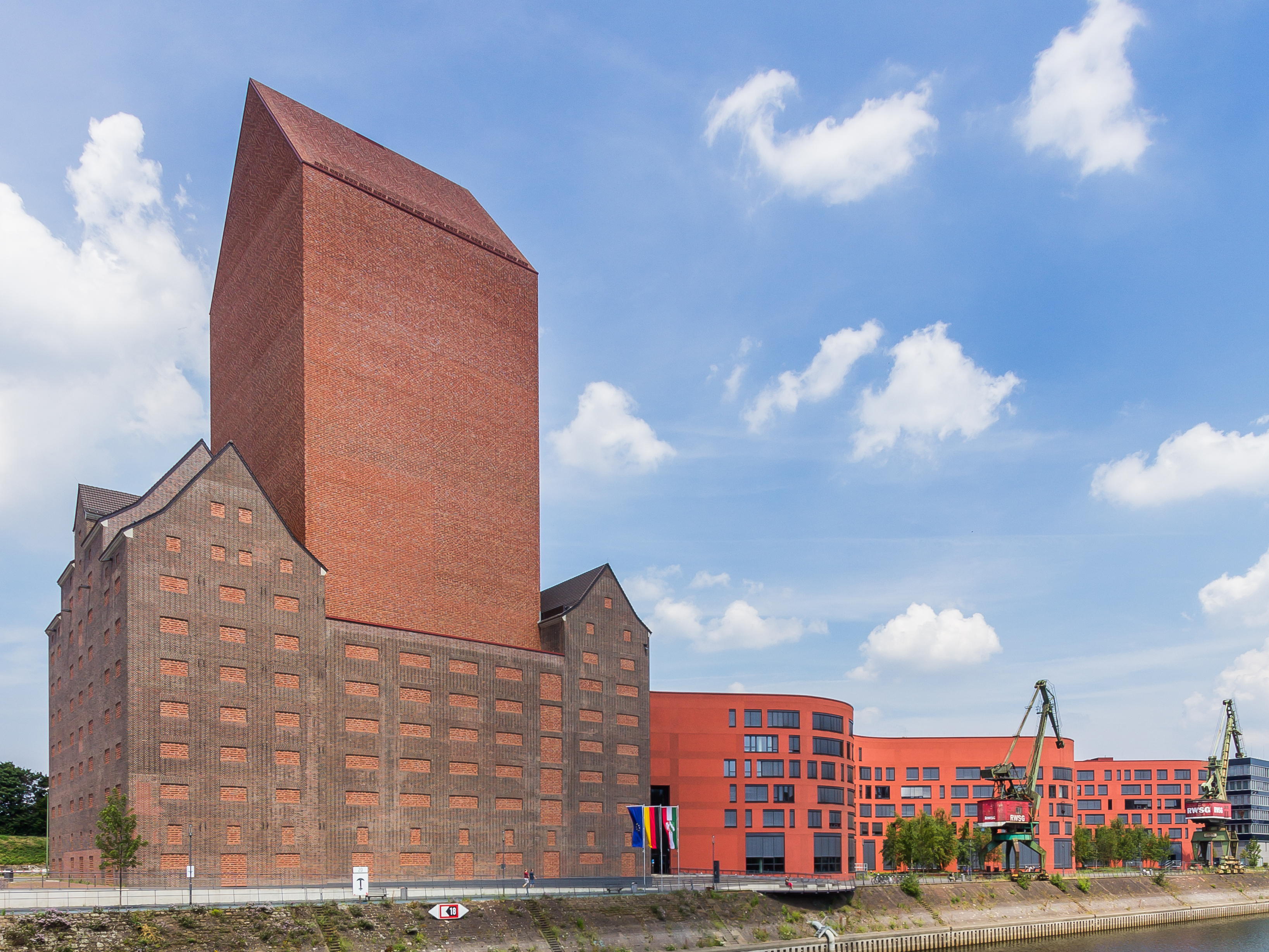
Landesarchiv Nordrhein-Westfalen, Hauptsitz und Abteilung Rheinland in Duisburg

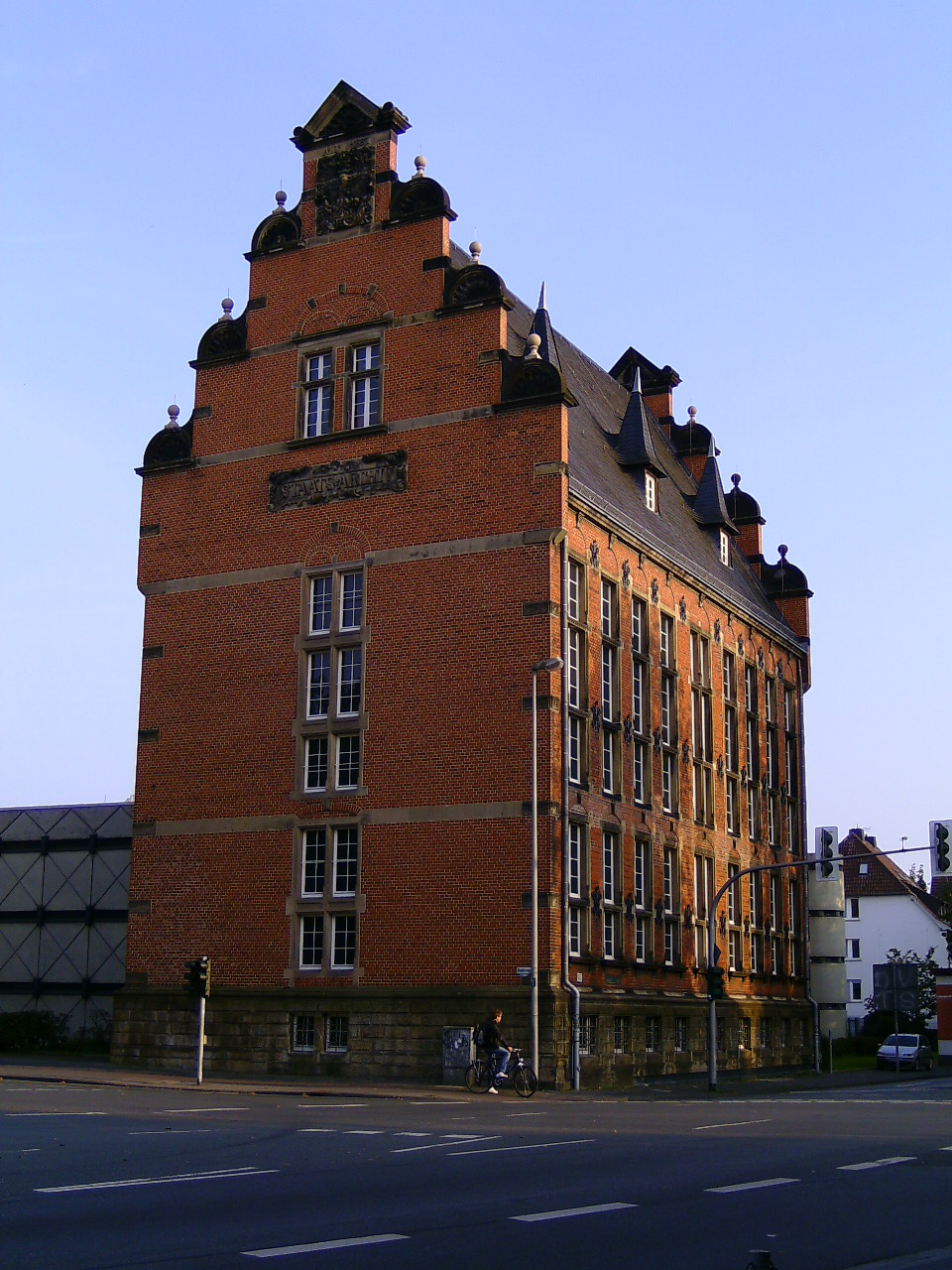
Landesarchiv Nordrhein-Westfalen, Abteilung Westfalen in Münster

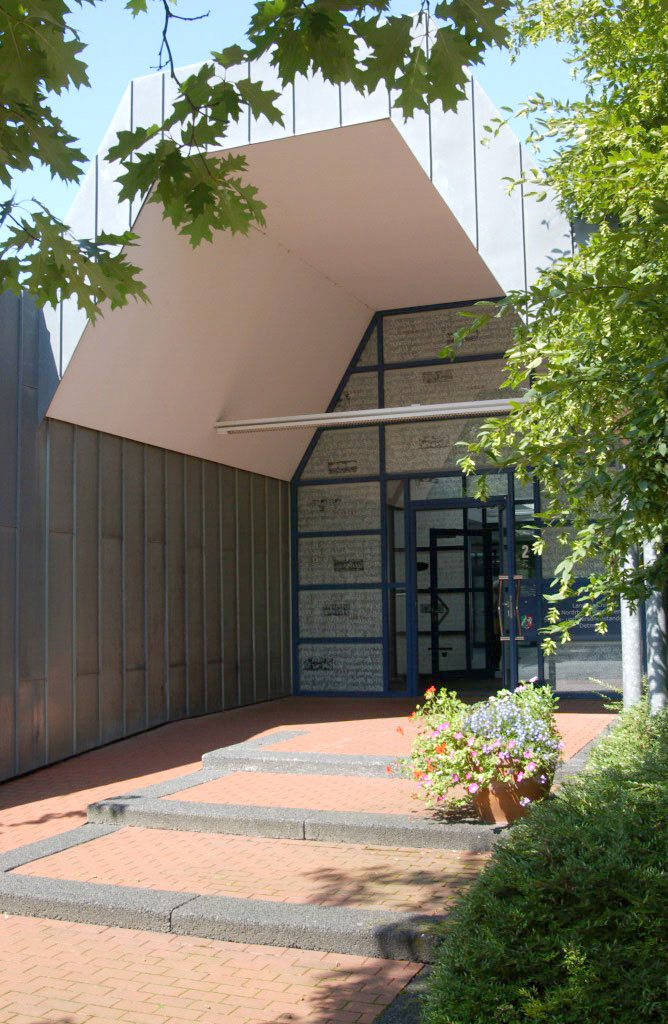
Landesarchiv Nordrhein-Westfalen, Abteilung Ostwestfalen-Lippe in Detmold

Das Landesarchiv Nordrhein-Westfalen ist in folgende Abteilungen gegliedert:
- Zentrale Dienste (Standort Duisburg): nimmt Aufgaben in den Bereichen Personal, Haushalt, Organisation und Informationstechnik wahr.
- Fachbereich Grundsätze (Standort Duisburg): er ist für Konzept- und Strategieentwicklung, Öffentlichkeitsarbeit und Bestandserhaltung (einschließlich Schutz- und Sicherungsverfilmung) zuständig.
- Abteilung Rheinland (Standort Duisburg): sie besteht aus dem früheren Hauptstaatsarchiv in Düsseldorf und dem früheren Personenstandsarchiv Rheinland in Brühl.
- Abteilung Westfalen (Standort Münster): sie besteht aus dem früheren Staatsarchiv Münster.
- Abteilung Ostwestfalen-Lippe (Standort Detmold): sie besteht aus dem früheren Staats- und Personenstandsarchiv Detmold.

Das Landesarchiv Nordrhein-Westfalen ist somit auf drei verschiedene Standorte aufgeteilt (Stand: Februar 2021).
Die ehemals in Düsseldorf (→ Hauptstaatsarchiv Düsseldorf (Gebäude)) und Brühl angesiedelte Abteilung Rheinland des Landesarchivs ist 2014 in ein neues Gebäude im Duisburger Innenhafen umgezogen. Zu diesem Zweck wurde nach Planung der Architekten Ortner & Ortner Baukunst von 2010 bis 2013 ein historisches Speichergebäude der Rheinisch-Westfälischen Speditions-Gesellschaft umgebaut, ein Archivturm errichtet und ein wellenförmiger Bürotrakt angefügt. Die Wiederöffnung am neuen Standort fand am 9. Mai 2014 statt.
Nach Presseberichten waren die tatsächlichen Baukosten für das neue Gebäude der Abteilung Rheinland in Duisburg mit 195 Millionen Euro gegenüber den kalkulierten Kosten mit 30 Millionen Euro um 550 % höher als veranschlagt. In mehreren Presseberichten wurden hier unter anderem Korruptionsvorwürfe erhoben. Zur Aufklärung wurde in NRW ein Parlamentarischer Untersuchungsausschuss gebildet, der neben dem Landesarchiv unter anderem die Erweiterung des Polizeipräsidiums Köln-Kalk, das Bauvorhaben Fachhochschule Köln und Schloss Kellenberg untersuchen sollte. Da hierbei der Bau- und Liegenschaftsbetrieb Nordrhein-Westfalen (BLB) eine Rolle spielte, wurde in den Medien auch der Begriff BLB-Affäre benutzt. Der Untersuchungsausschuss stellte in seinem Abschlussbericht im Februar 2017 Missstände beim BLB fest und benannte den ehemaligen Chef des Betriebes als Hauptverantwortlichen. In teils parallel verlaufenden Gerichtsprozessen wurde dieser rechtskräftig wegen Korruption zu einer siebeneinhalbjähriger Haftstrafe verurteilt und 2020 auch zur Zahlung von Schadenersatz verpflichtet.

## Aufgaben
Die Mitarbeiterinnen und Mitarbeiter des Landesarchivs Nordrhein-Westfalen
- beraten staatliche Behörden, Gerichte und Einrichtungen in Nordrhein-Westfalen bei der Verwaltung und Sicherung ihrer Unterlagen.
- entscheiden, was aus der großen Menge der dort anfallenden Unterlagen als Archivgut dauerhaft erhalten bleibt, und übernehmen diese Unterlagen ins Archiv.
- sammeln Unterlagen nichtstaatlicher Einrichtungen, z. B. von Parteien, Verbänden und Privatpersonen zur Ergänzung der staatlichen Überlieferung.
- erschließen die übernommenen Unterlagen, um komfortable und inhaltlich aussagekräftige Zugangsmöglichkeiten zum Archivgut zu schaffen.
- restaurieren geschädigte Archivalien und behandeln sie konservatorisch.
- lagern das Archivgut in Magazinen unter geeigneten klimatischen Bedingungen, damit es unbeschadet die nächsten Jahrhunderte überdauern kann.
- stellen die Archivalien zur Benutzung bereit und beraten bei Recherchen.
- machen die im Archiv verwahrten Bestände mit Publikationen, Archivführungen und Ausstellungen einer breiten Öffentlichkeit zugänglich.

## Bestände
Die Überlieferung des Landesarchivs Nordrhein-Westfalen geht in Einzelstücken auf das 7. Jahrhundert zurück und reicht bis in die unmittelbare Gegenwart hinein. Die Bandbreite der Unterlagen ist dementsprechend groß: Neben Urkunden, Akten, Amtsbüchern und Karten füllen zunehmend auch Fotos, Filme, Tondokumente und elektronische Datenträger die Magazine. Insgesamt erstrecken sich die Bestände des Landesarchivs aktuell über rund 160 Regalkilometer (davon 100 Regalkilometer am neuen Standort des Landesarchivs in Duisburg).

## Benutzung
Grundsätzlich kann jeder nach den Regelungen des nordrhein-westfälischen Archivgesetzes die Archivalien des Landesarchivs Nordrhein-Westfalen benutzen. Allerdings gibt es gesetzlich geregelte Sperrfristen, insbesondere um die Rechte von Personen zu schützen. Für wissenschaftliche Zwecke können die meisten dieser Fristen auf Antrag verkürzt werden.
Die Benutzerinnen und Benutzer können im Internet auf der Seite des Landesarchivs oder im Internetportal „Archive in NRW“ in den Bestandsübersichten, in den Katalogen der Dienstbibliotheken und zunehmend auch in den Findmitteln recherchieren. Die Archivalien und Bestände der Dienstbibliothek können in den Lesesälen der einzelnen Standorte eingesehen werden. Von vielen Unterlagen stehen Mikroformen und Digitalisate zur Verfügung, die eine schonende Benutzung ermöglichen. Detaillierte Hinweise zur Benutzung bietet die Website des Landesarchivs NRW.

## Veröffentlichungen
Die Archive des Landes Nordrhein-Westfalen geben seit den 1950er Jahren archivfachliche und landesgeschichtliche Publikationen in insgesamt neun Reihen heraus. Dies sind:
- Reihe A: Inventare staatlicher Archive
- Reihe B: Archivführer und Kurzübersichten
- Reihe C: Quellen und Forschungen aus den staatlichen Archiven
- Reihe D: Ausstellungskataloge staatlicher Archive
- Reihe E: Beiträge zur Archivpraxis
- Reihe F: Findbücher
- Reihe G: Lehr- und Arbeitsmaterialien
- Reihe H: Quellen zur Bevölkerungsgeschichte des Landes Nordrhein-Westfalen
- Reihe K: Kabinettsakten

Darüber hinaus werden besonders bedeutende Bestände vom Landesarchiv durch (Online-)Editionen öffentlich zugänglich gemacht. Das größte Projekt in dieser Hinsicht ist eine wissenschaftlich kommentierte Ausgabe der Kabinettsprotokolle früherer Legislaturperioden.